# Phytoseius roseus
Phytoseius roseus är en spindeldjursart som beskrevs av Gupta 1969. Phytoseius roseus ingår i släktet Phytoseius och familjen Phytoseiidae. Inga underarter finns listade i Catalogue of Life.